# Stalno predstavništvo Republike Slovenije pri Svetu Evrope
Stalno predstavništvo Republike Slovenije pri Svetu Evrope je diplomatsko-konzularno predstavništvo (stalno predstavištvo) Republike Slovenije pri Svetu Evrope s sedežem v Strasbourgu (Francija).
Trenutni vodja stalnega predstavništva je Andrej Slapničar.

## Veleposlaniki
- Andrej Slapničar (2019-danes)
- Eva Tomič (2015-danes)
- Damjan Bergant (2010-2014)
- Marjetica Bole (2005-2009)
- Darja Lavtižar Bebler (2000-2004)
- Magdalena Tovornik (1996-2000)